# Towe Jaarnek
Towe Jaarnek, född 13 juni 1965 i Lockne i Jämtland, är en svensk sångerska.

## Karriär
1992 sjöng Jarneek duett med Peter Jöback: More Than a Game, vilken var den officiella låten för EM i fotboll. Samma år släpptes albumet Towe som innehåller singlarna Candles in the Rain och Barcelona. Sedan skulle det dröja 16 år innan uppföljaren släpptes. 2008 lanserades albumet Sound Of Romance som bland annat innehöll singlarna "I've Been Touched By You" och "Only Love", båda skrivna av Jim Jidhed.
2013 vann Jarneek Baltic Song Festival med låten "I Believe", skriven av Mattias Reimer och Lars Edvall som tidigare tävlat i Melodifestivalen med låtar som Crosstalks "Det Gäller Dig och Mig" 1999, Rosannas "Om Du Var Här Hos Mig" 2001 och LaGaylia Fraziers "Nothing At All 2005.

### Melodifestivalen
I Melodifestivalen 1991 sjöng hon balladen "Ett liv med dej", som kom på andra plats efter Carola med "Fångad av en stormvind". Hon återkom till Melodifestivalen 2002 med bidraget "Back Again", utan att ta sig till final. 
Jaarneks äldre syster, Carina 'Kina' Jaarnek, var framgångsrik dansbandssångerska och tävlade mot systern i Melodifestivalen 2002 med bidraget "Son of a Liar", som nådde Andra chansen.

### Övrigt
Jaarnek växte delvis upp i Jämtlant, delvis i Kallinge i Blekinge. Hon gick på Slättagårdsskolan under mellanstadiet och Kallingeskolan i högstadiet.

## Diskografi

### Studioalbum
| Titel            | Utgiven |
| ---------------- | ------- |
| Towe             | 1992    |
| Sound of Romance | 2008    |

### Singlar
| Titel                                                                    | Utgiven |
| ------------------------------------------------------------------------ | ------- |
| Ett liv med dej/This Time                                                | 1991    |
| Candles in the Rain/Promises                                             | 1991    |
| Fånga dagen (med Pernilla Wahlgren, Jim Jidhed, Tommy Nilsson med flera) | 1991    |
| More than a Game (med Peter Jöback)                                      | 1992    |
| Barcelona/Barcelona (spansk version)                                     | 1992    |
| Back Again                                                               | 2002    |
| I've Been Touched by You                                                 | 2008    |
| Only Love                                                                | 2008    |
| I Believe                                                                | 2013    |

## Melodier på Svensktoppen
| Titel                    | Inträdesår/Utträdesår |
| ------------------------ | --------------------- |
| Ett liv med dej          | 1991                  |
| I've Been Touched by You | 2008                  |

### Fotnoter
1. ↑  ”Towe Jaarnek” (på engelska). Discogs. http://www.discogs.com/artist/545667-Towe-Jaarnek. Läst 22 december 2014.
2. ↑  ”Melodifestivalen 1991”. Poplight. 28 juli 1991. Arkiverad från originalet den 22 december 2014. https://archive.is/20141222100001/http://arkiv.poplight.se/melodifestivalen/1991. Läst 22 december 2014.